# Бемово
Бемово (пол. Bemowo) — дзельница (район) Варшавы, расположенный на западной окраине города. Занимает площади, присоединенные к дзельнице-гмине Воля в 1951. С 1994 становится отдельной административной единицей. Название происходит от фамилии генерала Юзефа Бема. Одна из наиболее интенсивно развивающихся дзельниц столицы. Бывшая когда-то «спальней Варшавы», сегодня она превратилась в крупный центр спорта и торговли.
По данным GUS (главного статистического управления), на 31 декабря 2015 года, в дзельнице на площади 24,95 км2 проживало 119 113 жителей.

## Административные границы
Бемово граничит:
- на западе — с Западно-Варшавским повятом;
- на севере — с дзельницами Беляны и Жолибож
- на востоке — с дзельницей Воля
- на юге — с дзельницами Влохи и Урсус

## Районы

Схема дзельницы Бемово

Согласно Городской системе информации (Miejski System Informacji), Бемово делится на районы:
- Аэропорт (Lotnisko)
- Форт Радиово (Fort Radiowo)
- Боэрнерово (Boernerowo)
- Аэропорт Бемово (Bemowo Lotnisko)
- Форт Бема (Fort Bema)
- Гроты (Groty)
- Гурце (Górce)
- Хшанов (Chrzanów)
- Северные Елёнки (Jelonki Północne)
- Южные Елёнки (Jelonki Południowe)

Хотя это разделение достаточно точно по сравнению с другими дзельницами Варшавы, тем не менее, оно несколько отличается от традиционного:
- в практическом смысле Бемово — это: Гурце, Елёнки, Хшанов, посёлок Бемово (Osiedle Bemowo), Гроты, посёлок Пшиязнь (Osiedle Przyjaźń) и Боернерово (Boernerowo) с бывшими военными объектами: форт Бема, форт Радиово и аэропорт Бабице (Babice) (Бемово)
- Гурце разделяется на Старое и Новое Гурце, в северной части Гурец существует еще Марынин (Marynin)
- Елёнки, а также Хшанов, частично занимают земли бывшей деревни Одоляны (Odolany)
- Северные Елёнки включают себя поселок Пшиязнь
- на территории Хшанова выделяются еще Каролин (Karolin), На Выраю (Na Wyraju) и Моры (Mory) (последние — это отдельная часть деревни Моры, бывшего поместья)
- часть Елёнек под названием Старые Елёнки находится в районе Ульрихув в дзельнице Воля
- аэропорт Бемово (Новое Бемово) — это несколько микрорайонов, построенных на территории бывшего аэропорта: Бемово I, Бемово II, Бемово III, Бемово IV, Бемово V
- район Форт Радиово (Старое Бемово) согласно MSI включает также военно-техническую академию
- район Аэропорт включает в себя также лесное Бемово.

## Важнейшие достопримечательности и памятники старины

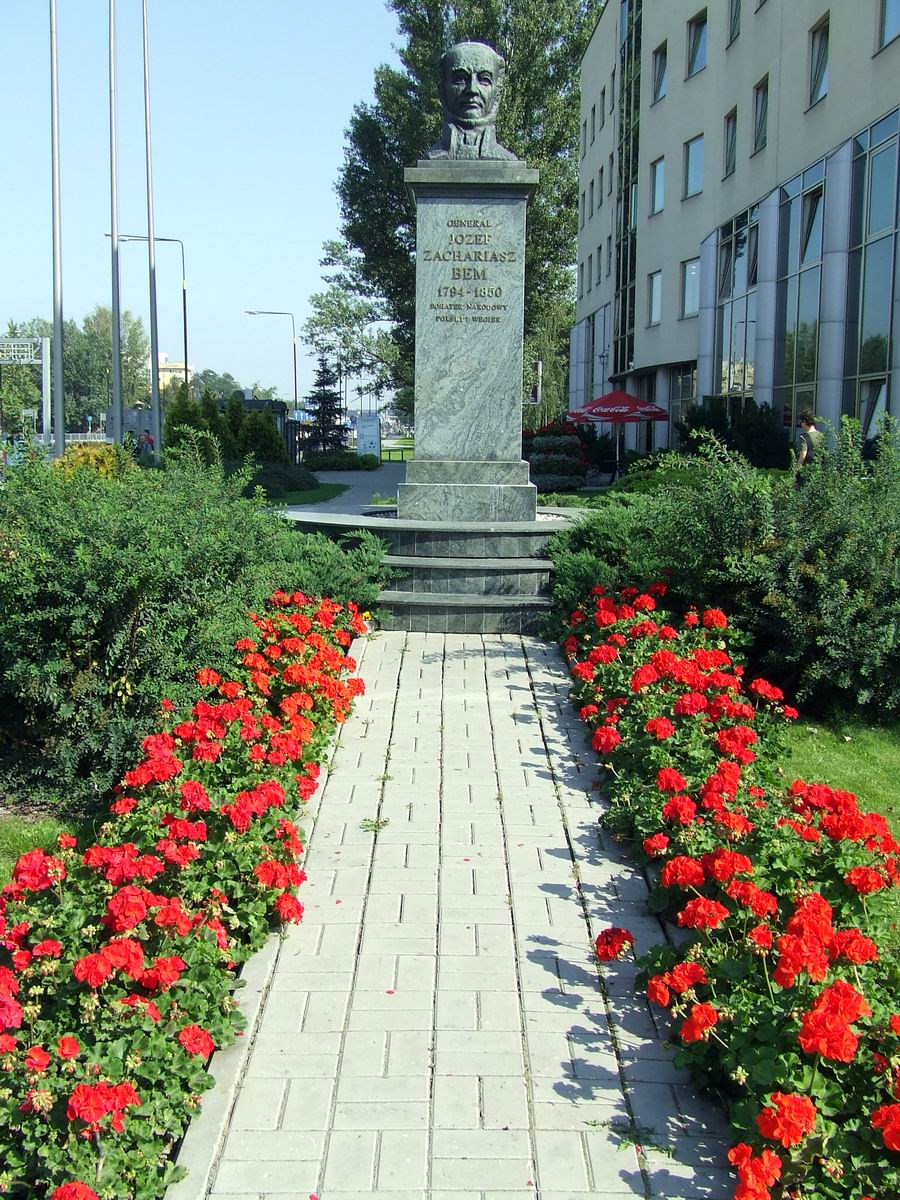
Бюст ген. Бема перед ратушей

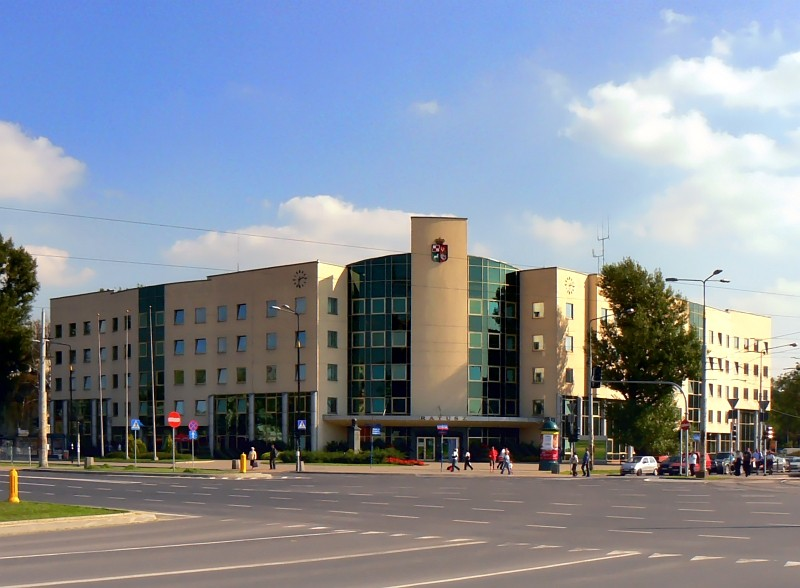
Ратуша дзельницы Бемово на ул. Силезских повстанцев (Powstańców Śląskich), 70

- Ратуша дзельницы Бемово на ул. Силезских повстанцев (Powstańców Śląskich), 70Публичная библиотека дзельницы Бемово
- Польский центр аккредитации
- Лесной парк «Бемово»
- Аэропорт Бабице
- Военно-техническая академия им. Ярослава Домбровского (Wojskowa Akademia Techniczna im. Jarosława Dąbrowskiego, WAT)
- несколько фортов бывшей Варшавской крепости, сооруженной властью царской России в конце XIX в.:
  - Форт Бема (Bema), ул. Повонзковска, 1886—1890
  - Форт Бабице (Babice), ул. Радиова
  - Форт Близне (Blizne), ул. Лазурова, II пол. XIX в.
  - Форт Хшанув (Chrzanów), ул. Копальняна, 3, 1883—1890, 1909
- Трансатлантическая радиотелеграфная станция
- Липовая аллея на ул. Моры (Mory)
- вилла на ул. Полчиньской, 59 (Połczyńska 59), 1897—1902

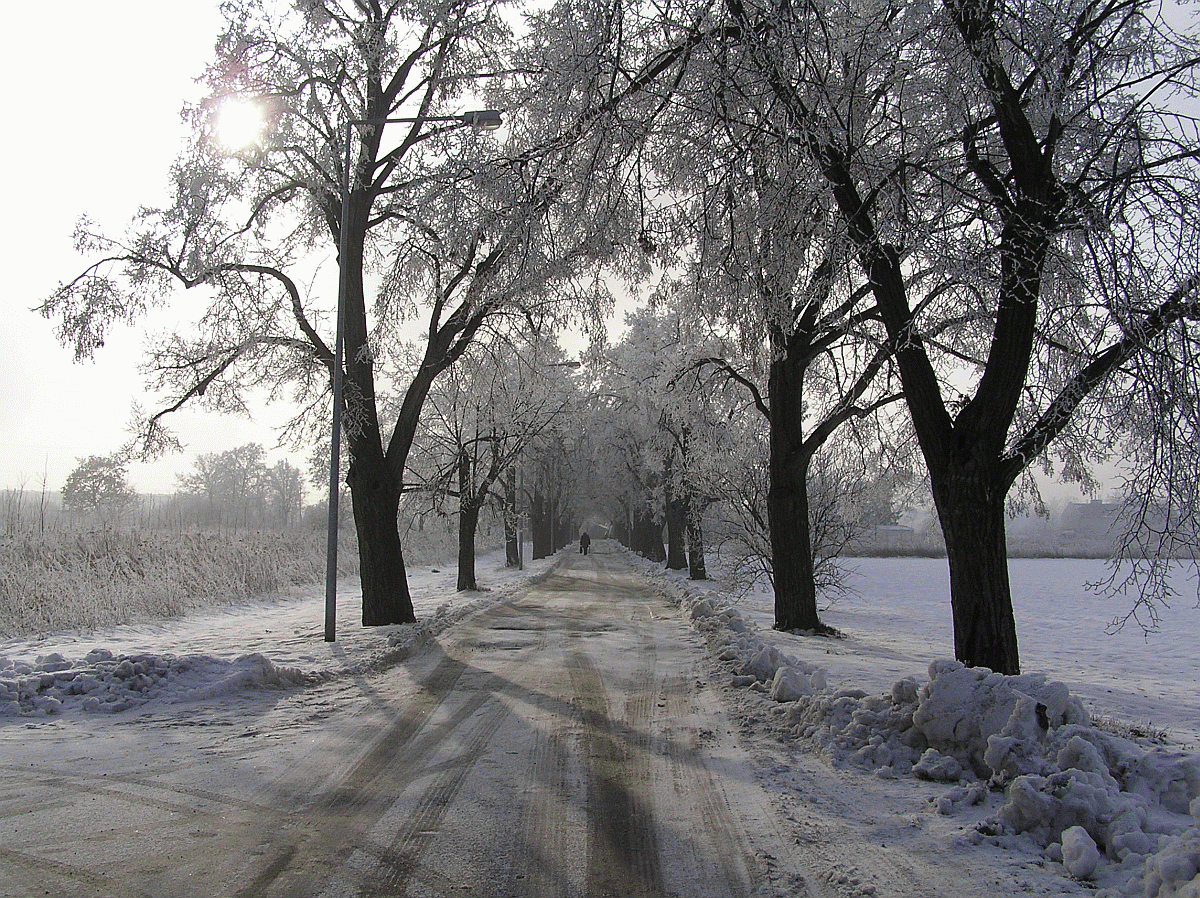
Липовая аллея на Морах

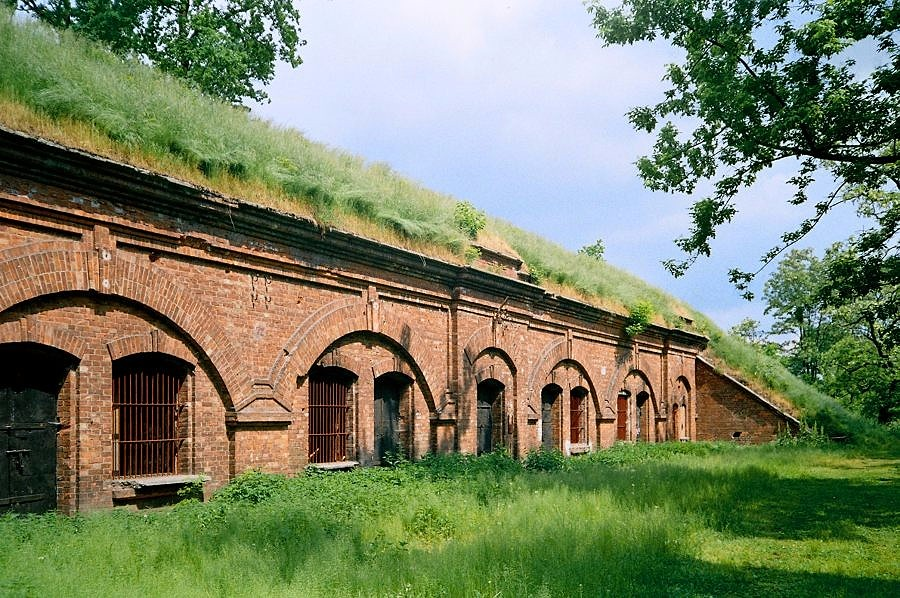
Фрагмент форта Бема

## Промышленные объекты
- Теплоцентраль Воля
- Институт Энергетики
- Воинские аэродромные склады № 1
- Институт физики плазмы и лазерного микросинтеза имени Сильвестра Калиского

## Военные объекты
Дзельница Бемово тесно связана с Войском Польским. Аэропорт Бабице сосредотачивает около себя несколько воинских частей, а также одно высшее учебное заведение, научно-исследовательский институт и склады WZL. В прошлом на территории форта Бема действовали склады амуниции № 1, а прилегающую к форту территорию занимал спортклуб CWKS Legia. В период II Мировой войны здесь был создан аэропорт с твердым покрытием, где в период ПНР базировались соединения, входившие в Надвисленские воинские части (Nadwiślańskie Jednostki Wojskowe): 103-й авиаполк (103 Pułk Lotniczy, JW 1159), отдельная ремонтная станция (Samodzielna Stacja Naprawcza) и 3-я Лужицкая дивизия противовоздушной артиллерии (3 Łużycka Dywizja Artylerii Obrony Powietrznej Kraju).
Сегодня в Бемово функционируют: Оперативное командование вооруженных сил (Dowództwo Operacyjne Sił Zbrojnych), 3-я Варшавская бригада противоракетной обороны (3 Warszawska Brygada Rakietowa Obrony Powietrznej), Центр эпидемиологического реагирования (Centrum Reagowania Epidemiologicznego) и т. д.

## Города-партнёры
| Город            | Регион                | Страна  |
| ---------------- | --------------------- | ------- |
| Обуда (район)    | Будапешт              | Венгрия |
| Сольна (коммуна) | Стокгольм             | Швеция  |
| Нижний Новгород  | Нижегородская область | Россия  |